# Миролюбове (станція)
Миролю́бове (до 1914 року — Щербина, 1914-2025 — Грейгове) — проміжна залізнична станція Херсонської дирекції Одеської залізниці на неелектрифікованій лінії Долинська — Миколаїв між станціями Лоцкине (11 км) та Горохівка (18 км). Розташована в однойменному селі Миколаївського району Миколаївської області.

## Історія
Станція відкрита 1873 року під первинною назвою — Щербина. У 1914 році станція та селище перейменовані на Грейгове, на честь адмірала Олексія Грейга.
17 січня 2025 року постановою Кабінету Міністрів України станція перейменована на Миролюбове.

## Пасажирське сполучення
На станції зупиняються поїзди  приміського сполучення Миколаїв-Вантажний — Долинська.
До 2022 року курсував приміський поїзд сполученням Миколаїв-Вантажний — Тимкове, який наразі скасований.